# Liste der Naturdenkmale in Hünstetten
Die Liste der Naturdenkmale in Hünstetten nennt die auf dem Gebiet der Gemeinde Hünstetten im Rheingau-Taunus-Kreis gelegenen Naturdenkmale.

## Naturdenkmale
| Bild                          | Bezeichnung     | Ortsteil, Lage                                                     | Beschreibung                                                                                   | Art   | Nr. |
| ----------------------------- | --------------- | ------------------------------------------------------------------ | ---------------------------------------------------------------------------------------------- | ----- | --- |
| mehr Fotos \| Fotos hochladen | Marktplatzlinde | Strinz-Trinitatis, auf dem Marktplatz 50° 14′ 11,6″ N, 8° 9′ 23″ O | ortsbildprägender schöner großer Baum mit eigenwilligem Habitus und heimatkundlicher Bedeutung | Linde | 6/2 |
| mehr Fotos \| Fotos hochladen | Eiche           | Wallrabenstein, am Forsthaus 50° 15′ 50″ N, 8° 13′ 25,1″ O         | ortsbildprägender schöner alter Baum mit eigenwilligem Habitus                                 | Eiche | 6/3 |

## Ehemalige Naturdenkmale
| Bild            | Bezeichnung    | Ortsteil, Lage                                              | Beschreibung | Art   | Nr. |
| --------------- | -------------- | ----------------------------------------------------------- | --- | ----- | --- |
| Fotos hochladen | Friedhofslinde | Görsroth, am Friedhofseingang 50° 13′ 25″ N, 8° 12′ 22,9″ O | 1986 beschrieben als landschaftsbildprägender schöner Baum mit heimatlichem Bezug zum Friedhof. 2016 kein Naturdenkmal mehr. | Linde | 6/1 |